# Illot Petit de na Moltona
L'Illot Petit de na Moltona és un petit illot gairebé circular de 10 metres de diàmetre del municipi de Ses Salines. Es troba a 130 metres al sud-est de L'illa de na Moltona i davant de la platja del Carbó. No hi viuen plantes ni animals però és un punt de descans de molts ocells com les gavines i els corbs marins.